# Rezervă militară

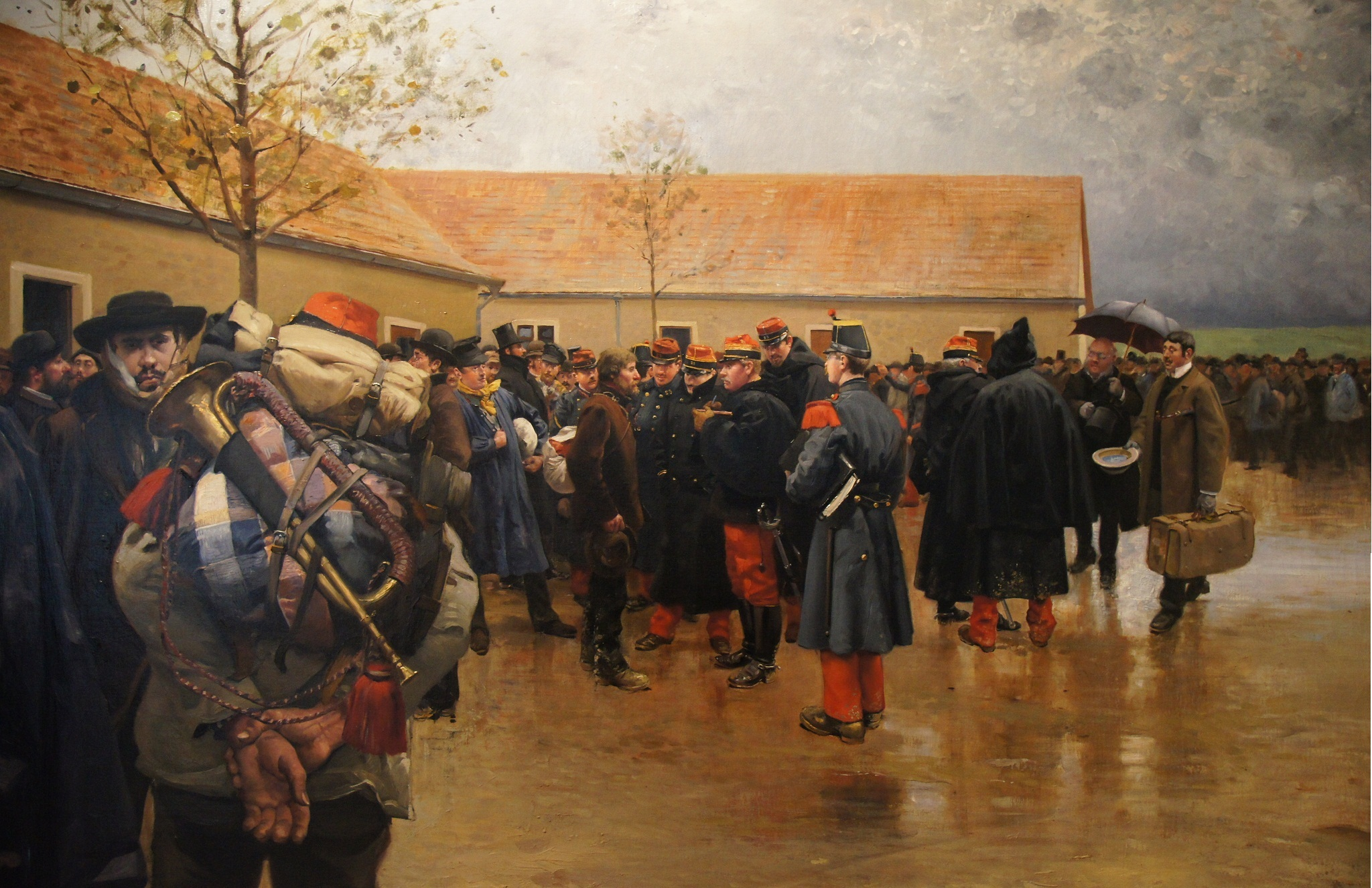
Rezervişti răspunzând ordinelor de chemare, în timpul Războiului franco-prusac din 1870

Rezerva militară (numită în alte state și Trupa teritorială, Garda Națională sau Rezerva de consolidare) reprezintă acea parte a forțelor armate ale unui stat, formată din persoane care au satisfăcut serviciul militar și care nu ocupă o funcție militară, dar care întrunesc acele condiții pe care legile le prevăd, pentru a fi chemate să îndeplinească serviciul militar în calitate de rezerviști concentrați sau mobilizați, iar la nevoie, în calitate de cadre militare în activitate.
Rezerva militară este formată din:
- Rezerva operațională, care include rezerviștii din planurile de mobilizare ale instituțiilor cu atribuții în domeniul apărării (rezerviști voluntari sau care au îndeplinit serviciul militar activ în ultimii 5 ani)
- Rezerva generală, care include persoanele încorporabile, precum și rezerviștii care nu aparțin rezervei operaționale. Aceștia pot fi încorporați, concentrați sau mobilizați pentru instrucție și completarea forțelor destinate apărării pe timpul stării de asediu, al mobilizării și al stării de război.